# Topptrådskivling
Topptrådskivlingen(Topptråding) är en svampart som först beskrevs av Pierre Bulliard (v. 1742–1793), och fick sitt nu gällande namn av Paul Kummer 1871. Enligt Catalogue of Life ingår Topptråding i släktet Inocybe,  och familjen Inocybaceae, men enligt Dyntaxa är tillhörigheten istället släktet Inocybe,  och familjen Crepidotaceae. Arten är reproducerande i Sverige. Inga underarter finns listade i Catalogue of Life. Det är en giftig svamp som innehåller ämnet muskarin.